# Nikolaï Markov
Pour l’article homonyme, voir Nikolaï Markov (architecte).
Nikolaï Ievguenievitch Markov (en russe : Никола́й Евге́ньевич Ма́рков) connu comme Markov II et Markov le Jeune, né le 2 avril 1866 à Koursk[réf. nécessaire] et mort le 25 avril 1945 à Wiesbaden est un homme de droit, figure de l'Union du peuple russe dont il était le dirigeant

## Biographie
Markov est membre fondateur des Cent-Noirs.
En 1911, Markov écarte Alexandre Doubrovine de la direction de l'Union du peuple russe et en prend le contrôle.
En 1921, Il est un des organisateurs du premier congrès monarchiste russe, avec le prince Alexeï Chirinski-Chikhmatov et Alexandre Kroupenski, Il déclare « Ni blanc, ni rouge, par conséquent, il est temps de faire un troisième. Il est temps pour nous à l'autodétermination. Sous le Rouge est l'Internationale, le Blanc uni la bannière républicaine, nous unissons des hommes, en remplissant le bleu couleur du drapeau national russe... Nous devons admettre ouvertement que l'affaiblissement de l'esprit de monarchisme et les attitudes envers le monarque a conduit à la révolution russe. Notre slogan est : « La foi, le souverain, le peuple ». Le 4 juin, le congrès vote la création du Conseil suprême de la monarchie (VMS) dont Markov en est le président et Alexandre Kroupenski le vice-président, avec Volkonski et le comte Grabbe comme adjoints.